# Radio Disney Music Awards
A Radio Disney Music Awards (RDMA) egyéves díjátadó show, amit a Radio Disney üzemeltet. 2014-től Disney Channel is adásba viszi.

## Történet
A díjat évente osztják ki a zenei teljesítményért, főleg a tini pop műfajban. A közönség szavaz online a jelöltekre. A trófea "Arany Mickey", egy arany színű szobrocska Mickey egeret formája meg. 2014 előtt, a díjátadó nem került tv-be. 2014-től A Dianey Channelen egy nappal később adásba került és megpróbált versenyezni a Nickelodeon Kids’ Choice Awards-val. 2016-ban Magyarországon is lehet szavazni és adásba is került a magyar Disney Channelen.

## Díjátadók
| #   | Év   | Helyszín                                                        | Házigazda                                                               | Időpont            |
| --- | ---- | --------------------------------------------------------------- | ----------------------------------------------------------------------- | ------------------ |
| 1.  | 2001 | Audio-felvételt a Radio Disney stúdiójában Burbank (Kalifornia) | Sterling Sulieman                                                       | 2001. december 23. |
| 2.  | 2002 | Audio-felvételt a Radio Disney stúdiójában Burbank (Kalifornia) | Sterling Sulieman                                                       | 2002. november 16. |
| 3.  | 2003 | Audio-felvételt a Radio Disney stúdiójában Burbank (Kalifornia) | Sterling Sulieman                                                       | 2003               |
| 4.  | 2004 | Audio-felvételt a Radio Disney stúdiójában Burbank (Kalifornia) | Sterling Sulieman                                                       | 2004               |
| 5.  | 2005 | Audio-felvételt a Radio Disney stúdiójában Burbank (Kalifornia) | Sterling Sulieman                                                       | 2005. március 11.  |
| 6.  | 2006 | Audio-felvételt a Radio Disney stúdiójában Burbank (Kalifornia) | nem volt                                                                | 2006. december 11. |
| 7.  | 2007 | Audio-felvételt a Radio Disney stúdiójában Burbank (Kalifornia) | nem volt                                                                | 2007. december 22. |
| 8.  | 2013 | Nokia Theatre L.A. Live, Los Angeles, Kalifornia                | Ariana Grande                                                           | 2013. április 27.  |
| 9.  | 2014 | Nokia Theatre L.A. Live, Los Angeles, Kalifornia                | Olivia Holt, Dove Cameron                                               | 2014. április 26.  |
| 10. | 2015 | Nokia Theatre L.A. Live, Los Angeles, Kalifornia                | Zendaya                                                                 | 2015. április 25.  |
| 11. | 2016 | Nokia Theatre L.A. Live, Los Angeles, Kalifornia                | Brooke Taylor, Alex Aiono                                               | 2016. április 30.  |
| 12. | 2017 | Nokia Theatre L.A. Live, Los Angeles, Kalifornia                | Kelsea Ballerini, Sofia Carson, Jordan Fisher, Jenna Ortega, Alex Aiono | 2017. április 29.  |
| 13. | 2018 | Dolby Theatre, Los Angeles, Kalifornia                          | Jenna Ortega                                                            | 2018. június 22.   |
| 14. | 2019 | CBS Studio Center, Los Angeles, Kalifornia                      | Sofia Carson                                                            | 2019. június 16.   |

## Kategóriák
- A Legjobb női előadó
- A Legjobb férfi előadó
- A Legjobb együttes
- A Legjobb dal
- A legjobb új előadó
- A legjobb dal, amire táncolhatsz
- A legjobb szerelmes dal
- A legjobb stílus
- A legfanatikusabb rajongók
- Akiről a legtöbbet beszélnek
- Az év áttörő előadója
- A legjobb szakítós dal
- A legjobb dal, ami mosolygásra késztet

## Több jelölést és díjat kapott előadó
| Előadó          | Jelölések száma |
| --------------- | --------------- |
| Hilary Duff     | 35              |
| Vanessa Hudgens | 22              |
| Avril Lavigne   | 21              |
| Ashley Tisdale  | 19              |
| Lindsay Lohan   | 17              |
| Miley Cyrus     | 16              |
| Taylor Swift    | 16              |
| Zac Efron       | 15              |
| R5              | 11              |
| Kelly Clarkson  | 11              |
| JoJo            | 10              |

| Előadó            | Nyerések száma |
| ----------------- | -------------- |
| Hilary Duff       | 21             |
| Taylor Swift      | 8              |
| Miley Cyrus       | 7              |
| Avril Lavigne     | 7              |
| The Cheetah Girls | 6              |
| Amanda Bynes      | 6              |
| Fifth Harmony     | 6              |
| Selena Gomez      | 6              |

## Fordítás
- Ez a szócikk részben vagy egészben  a   Radio Disney Music Awards című angol Wikipédia-szócikk ezen változatának fordításán alapul.  Az eredeti cikk szerkesztőit annak laptörténete sorolja fel. Ez a jelzés csupán a megfogalmazás eredetét és a szerzői jogokat jelzi, nem szolgál a cikkben szereplő információk forrásmegjelöléseként.